# باری مبوت
باری مبوت (انگلیسی: Barrie Mabbott; ۱۹ november ۱۹۶۰ (۶۴ سال) – ) قایقران روئینگ اهل نیوزیلند بود.
وی در مسابقات کشوری و بین‌المللی در مجموع برندهٔ ۱ مدال طلا، ۱ مدال نقره، ۲ مدال برنز شده‌است.